# Mühlenfließ
Mühlenfließ ist eine Gemeinde im Landkreis Potsdam-Mittelmark in Brandenburg. Sie gehört dem Amt Niemegk an.

## Geografie
Die Gemeinde liegt in einem ausgedehnten Waldgebiet am Nordrand des Hohen Fläming zwischen dem Naturpark Nuthe-Nieplitz im Osten und dem Naturpark Hoher Fläming im Westen.

## Gemeindegliederung
Ortsteile der Gemeinde sind nach der Hauptsatzung der Gemeinde:
- Haseloff-Grabow mit den Gemeindeteilen Haseloff und Grabow
- Nichel
- Niederwerbig mit dem Gemeindeteil Jeserig
- Schlalach

Des Weiteren wird der Wohnplatz Ziegelei ausgewiesen.

## Geschichte
Die heutigen Ortsteile der Gemeinde gehörten seit 1817 zum Kreis Zauch-Belzig in der preußischen Provinz Brandenburg und ab 1952 zum Kreis Belzig im DDR-Bezirk Potsdam. Seit 1993 liegen sie im brandenburgischen Landkreis Potsdam-Mittelmark.
Die Gemeinde Mühlenfließ entstand am 1. Juli 2002 aus dem freiwilligen Zusammenschluss der bis dahin selbstständigen Gemeinden Haseloff-Grabow, Nichel, Niederwerbig und Schlalach.
Um bei der Namensgebung keines der beteiligten Dörfer zu bevorzugen oder zu benachteiligen, entschied man sich für das Gewässer, das von Südwesten nach Nordosten längs durch die Gemeinde fließt. Dieses heißt amtlich aber nicht Mühlenfließ, sondern Schlalacher Mühlengraben, nach älteren Karten einfach nur Mühlengraben. Über den Brück-Neuendorfer Kanal (auch Neuer Graben) gelangt sein  Wasser in die Nieplitz und daraus über die Nuthe in die Havel.

## Bevölkerungsentwicklung
| Jahr | Einwohner |
| ---- | --------- |
| 2002 | 999       |
| 2005 | 959       |
| 2010 | 950       |
| 2015 | 921       |
| 2016 | 904       |
| 2017 | 882       |

| Jahr | Einwohner |
| ---- | --------- |
| 2018 | 900       |
| 2019 | 901       |
| 2020 | 897       |
| 2021 | 922       |
| 2024 | 905       |

Gebietsstand des jeweiligen Jahres, Einwohnerzahl: Stand 31. Dezember, ab 2011 auf Basis des Zensus 2011

## Politik

### Gemeindevertretung
Die Gemeindevertretung von Mühlenfließ besteht aus neun Gemeindevertretern und dem ehrenamtlichen Bürgermeister. Die Kommunalwahl am 26. Mai 2019 führte zu folgendem Ergebnis:
| Partei / Wählergruppe         | Stimmenanteil | Sitze |
| ----------------------------- | ------------- | ----- |
| Freie Bürger und Bauern       | 35,8 %        | 4     |
| Gemeinsam für Mühlenfließ     | 35,2 %        | 3     |
| Einzelbewerber Jens Hinze     | 13,5 %        | –     |
| SPD                           | 08,8 %        | 1     |
| Einzelbewerber Torsten Hennig | 06,6 %        | 1     |

Jens Hinze kandidierte sowohl als Gemeindevertreter als auch als Bürgermeister. Da er die Wahl zum Bürgermeister annahm, bleibt nach § 60 (3) des Brandenburgischen Kommunalwahlgesetzes sein Sitz in der Gemeindevertretung unbesetzt.

### Bürgermeister
- 2003–2014: Wilfried Dähne[10]
- 2014–2016: Rudi Augustin (Freie Bürger und Bauern)
- seit 2017: Jens Hinze[11][12]

Hinze wurde bei der Bürgermeisterwahl am 9. Juni 2024 ohne Gegenkandidat mit 89,5 % der gültigen Stimmen für eine weitere Amtszeit von fünf Jahren zum ehrenamtlichen Bürgermeister gewählt.

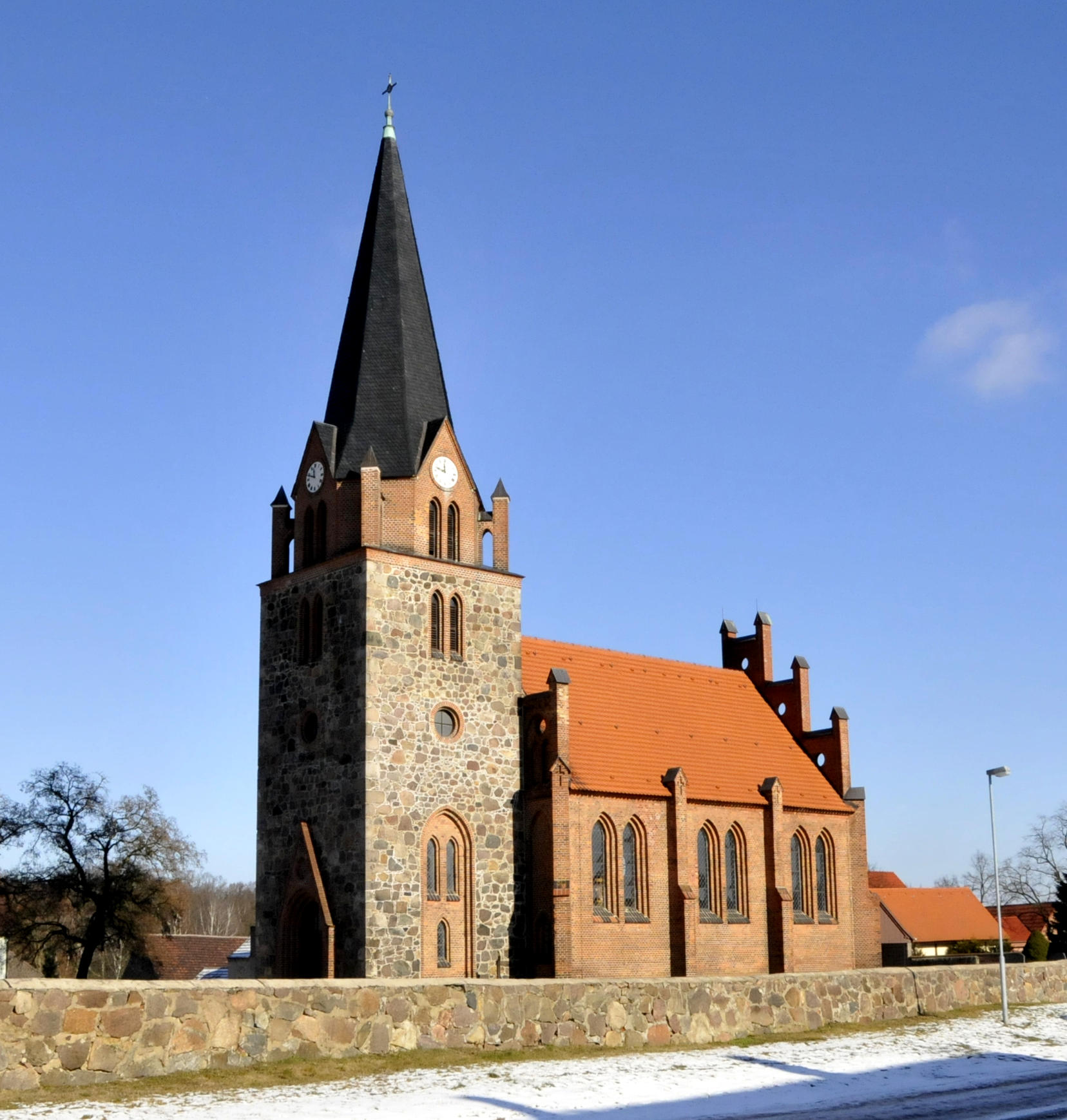
Kirche in Nichel

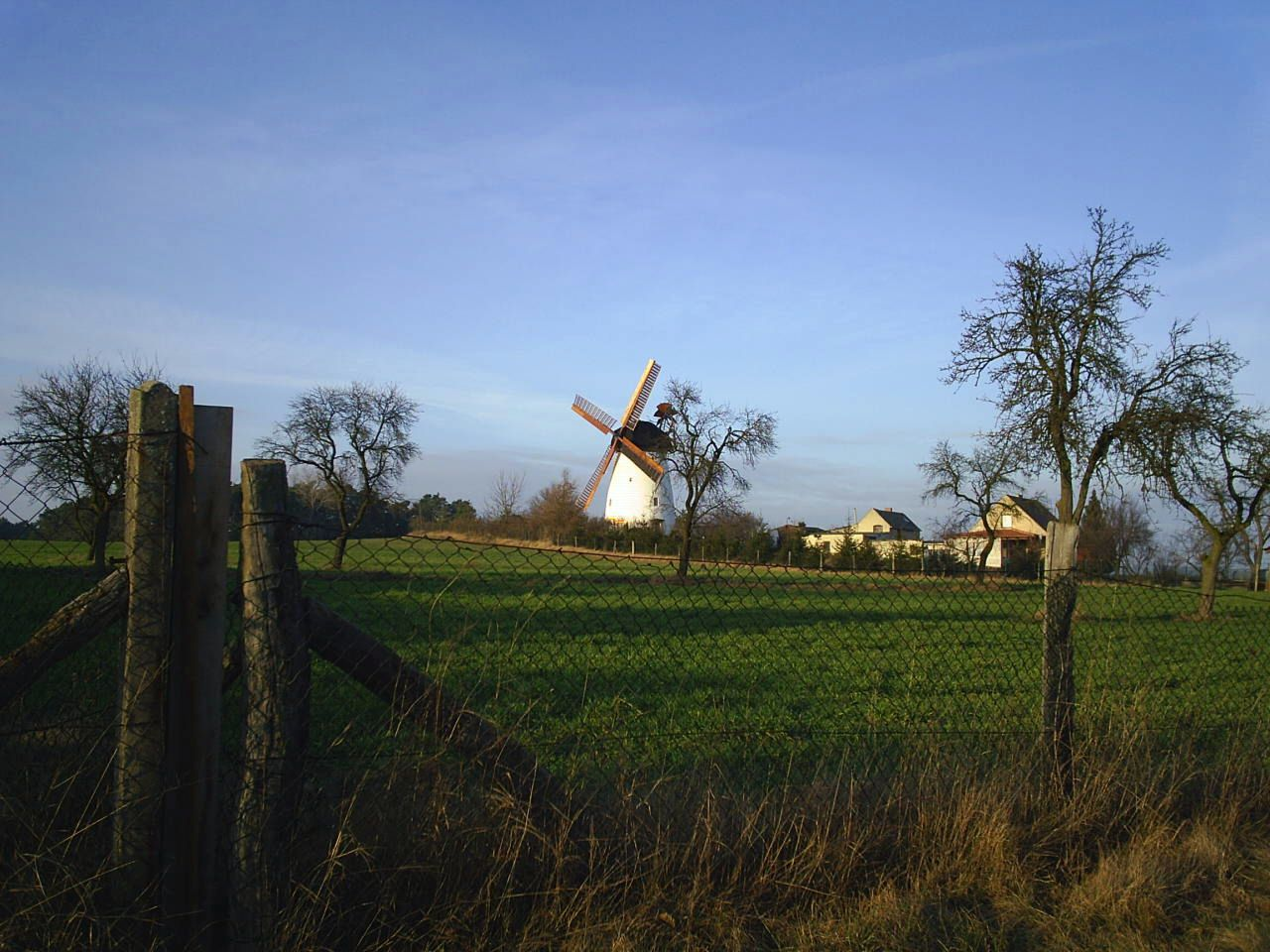
Holländerwindmühle und Streuobstwiese bei Haseloff

## Sehenswürdigkeiten
- Holländerwindmühle bei Haseloff
- Streuobstwiese bei Haseloff
- Wassermühle mit Gehöft in Nichel
- Kirche in Grabow
- Kirche in Niederwerbig
- Kirche in Nichel
- Die Dorfkirche Schlalach ist eine im Kern spätgotische Feldsteinkirche. Im Innern steht unter anderem ein Schnitzaltar aus dem dritten Viertel des 15. Jahrhunderts.
- Findling von 1958 an einer Weggabelung am Wald außerhalb des Ortsteils Nichel am Weg nach Schlalach für 127 (nach anderen Angaben 148) italienische Militärinternierte, die auf einem Todesmarsch aus dem Arbeitslager Sebaldushof bei Treuenbrietzen von SS-Männern im April 1945 ermordet wurden

## Wirtschaft und Infrastruktur

### Verkehr
Mühlenfließ liegt an der B 102 zwischen Niemegk und Treuenbrietzen und der Landesstraße 9 L 85 zwischen Brück und Treuenbrietzen. Die Bundesautobahn A 9 Berlin–München führt durch das Gemeindegebiet. Sie ist über die etwa fünf Kilometer entfernten Anschlussstellen  Brück oder Niemegk zu erreichen.
Die Bahnstrecke Bad Belzig–Treuenbrietzen mit dem ehemaligen Haltepunkt Haseloff-Niederwerbig führte durch das Gemeindegebiet. Sie wurde 1962 stillgelegt.

### Windpark Schlalach
Der Windpark Schlalach bei Schlalach besteht aus 16 Anlagen vom Typ Enercon E-82/E2 mit einer Nennleistung von 2,3 MW je Anlage. Die Nabenhöhe beträgt 138 Meter. Da jede Anlage einen Rotordurchmesser von 82 Metern hat, beträgt ihre Gesamthöhe 179 Meter. Wegen der schwierigen Bodenverhältnisse wurden alle 16 Windkraftanlagen auf Pfählen gegründet.

## Söhne und Töchter der Gemeinde
- Matthias von Oppen (um 1565–1621), Kirchenpolitiker und wirtschaftlicher Reformer, geboren in Schlalach
- Christian Friedrich Germershausen (1725–1810), Pastor in Schlalach, volkserzieherischer Schriftsteller (Die Hausmutter in all ihren Geschäften, Der Hausvater in systematischer Ordnung)
- August Bercht (1790–1861), Publizist, Lyriker und Historiker, geboren in Niederwerbig